# Jude Soonsup-Bell
Jude Jacob Soonsup-Bell (Chippenham, 10 de enero de 2004) es un futbolista británico que juega en la demarcación de delantero en el  Grimsby Town F. C. de la League Two.

## Biografía
Tras formarse como futbolista en las categorías inferiores del Chelsea F. C., finalmente el 22 de diciembre de 2021 debutó con el primer equipo en la Copa de la Liga contra el Brentford F. C. El encuentro finalizó con un resultado de 0-2 a favor del conjunto londinense tras el gol de Jorginho y un autogol de Pontus Jansson. Tras su salida del club, continuó su etapa formativa en el Tottenham Hotspur F. C.
El 22 de agosto de 2024 se anunció su fichaje por el Córdoba C. F. por dos temporadas. La primera de ellas la terminó en el Atlético Sanluqueño C. F. y el siguiente 25 de julio llegó a un acuerdo para rescindir su contrato. Entonces volvió a Inglaterra y en agosto se unió al Grimsby Town F. C.

## Clubes
| Club                               | País       | Año       | Partidos | Goles |
| ---------------------------------- | ---------- | --------- | -------- | ----- |
| Chelsea F. C.                      | Inglaterra | 2021      | 1        | 0     |
| Córdoba C. F.                      | España     | 2024-2025 | 8        | 1     |
| Atlético Sanluqueño C. F. (cedido) | España     | 2025      | 13       | 1     |
| Grimsby Town F. C.                 | Inglaterra | 2025-     |          |       |